# Larry Wallis
Larry Wallis (ur. 19 maja 1949, zm. 19 września 2019) – brytyjski gitarzysta i producent muzyczny. Współzałożyciel zespołu Motörhead, w latach 1975–1976 jego członek.

## Życiorys
W 1970 rozpoczął karierę muzyczną w zespole Shagrat, w którym grał jako basista, grał także w zespołach Blodwyn Pig, The Deviants oraz UFO. Należał następnie do współzałożycieli Motörhead, grając w nim od 1975 do 1976 roku jako gitarzysta. Jako członek tego zespołu wykonał utwór pt. Vibrator, który znalazł się na albumie On Parole wydanym w 1979 roku, czyli już po opuszczeniu zespołu przez Wallisa. W 1987 roku został członkiem reaktywowanej grupy Pink Fairies.
W 2001 roku wydał solowy album pt. Death in the Guitarfternoon, a w 2017 roku pośmiertnie ukazał się album Sound of Speed zawierający niepublikowane wcześniej utwory Wallisa.
Wyprodukował albumy A Louder Silence i Wreckless Eric autorstwa Erica Gouldena, znanego jako Wreckless Eric.